# 1521 год в науке
В 1521 году произошли различные научные и технологические события, некоторые из которых представлены ниже.

## События
- 6 марта, после изнурительных лишений четырёхмесячного пересечения Тихого океана, пройдя 17000 км, экспедиция Магеллана достигла Марианских островов[1].

## Родились

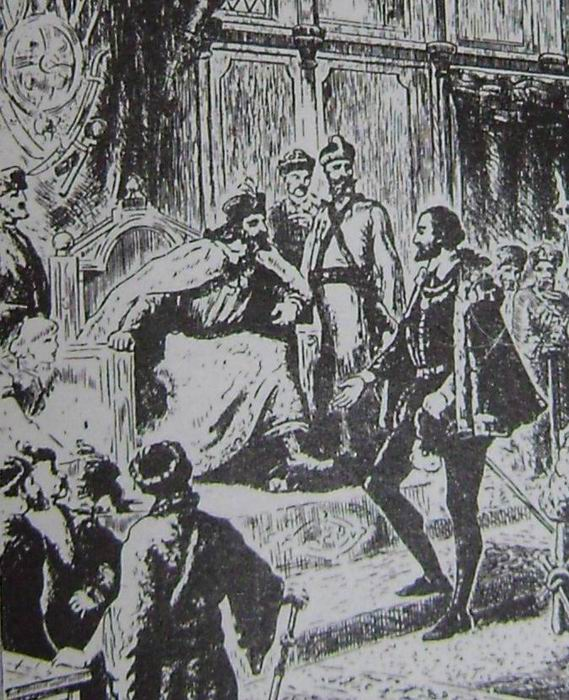
Ричард Ченслер на приеме у Ивана Грозного

См. также: Категория:Родившиеся в 1521 году'
- Гонсало де Ильескас, испанский историк и переводчик (умер в 1574 году).
- Анджело Канини, итальянский лингвист (умер в 1575 году).
- Франческо Татти да Сансовино, итальянский учёный-энциклопедист (умер в 1583 году).
- Педро Гутьеррес де Санта Клара, мексиканский историк и конкистадор (умер в 1603 году).
- Ричард Ченслор, английский мореплаватель, положивший начало торговым отношениям России с Англией (умер в 1556 году).
- Диого Хомем, португальский картограф (умер в 1576 году).

## Скончались
См. также: Категория:Умершие в 1521 году
- 27 апреля — Фернан Магеллан, португальский мореплаватель организатор первого кругосветного путешествия (род. в 1480 году).
- 8  июля — Жорже Алвареш, португальский первопроходец (род. неизвестно).
- Франсишку Серран, португальский мореплаватель (род. неизвестно).
- 1 мая — Жуан Серран, португальский мореплаватель (род. неизвестно).